# Anders Munk
Anders Munk – (ur. 1922 w Kolding – zm. w czerwcu 1989 w Kopenhadze) – duński mykolog. Był ekspertem w zakresie grupy grzybów potocznie zwanej Pyrenomycetes, a najbardziej znany jest ze swojej pracy z 1957 r. zatytułowanej „Danish Pyrenomycetes”.
Ukończył studia z botaniki na Uniwersytecie Kopenhaskim w 1940 roku. Po ukończeniu studiów w 1946 roku Munk dostał krótkotrwałą pracę w Løvens Kemiske Fabrik (obecnie LEO Pharma). Nie lubił tej pracy (produkcji antybiotyków) i wkrótce potem zaczął uczyć w Th.Langs Skoler, prywatnej szkole w Silkeborg. Kontynuował studia podyplomowe w wolnym czasie i obronił rozprawę doktorską w 1953 roku. Poza krótkoterminowym stypendium u Mortena Lange w 1963 roku, resztę kariery Munka poświęcił głównie nauczaniu. Po przeczytaniu pracy Johna Axela Nannfeldta na temat morfologii i systematyki Discomycetes wzrosło jego zainteresowanie grzybami. Przez kilka lat pracował w nowo powstałym Mols Laboratory of Natural History, gdzie poszerzył swoją wiedzę na temat ekologii Pyrenomycetes.
Munk był żonaty z Ruth, którą poznał jako koleżankę ze studiów na uniwersytecie i z którą miał czwórkę dzieci. Ostatnie lata życia spędził w bólu spowodowanym spondylozą kręgów szyjnych.
Przy nazwach naukowych utworzonych przez niego taksonów standardowo dodawane jest jego nazwisko Munk (zobacz: lista skrótów nazwisk botaników i mykologów). Uczczono go jego nazwiskiem nazywając kilka grzybów: Capronia munkii Unter., Endoxyla munkii Unter., Hypoxylon munkii Whalley, Hammelev & Talig. i Trichodelitschia munkii N.Lundq.